# エストラム
エストラム（EsTram）は、トルコの都市であるエスキシェヒル市内に路線網を有する路面電車（ライトレール）およびその運営組織の名称。2004年に最初の路線が開通し、2020年現在はエスキシェヒル市内に大規模な路線網を有している。

## 歴史
トルコの大都市・エスキシェヒルでは、交通渋滞や大気汚染の抑制に加え、大学のキャンパスをはじめとした市内各所を効率良く結ぶ公共交通機関として、市内中心部の再開発と合わせてライトレールを導入する事が2002年に決定した。これが「エストラム（EsTram）」と呼ばれるライトレールプロジェクトの始まりである。建設にあたってはボンバルディアとヤピ・メルケジのコンソーシアムが車両の導入を含めた請負を担当した他、スウェーデンからの輸出信用およびヨーロッパ各地の投資銀行からの資金提供を受けた。また、ライトレールの導入にあたっては路線バスやミニバスの路線網の再編も実施され、ライトレールを軸とした公共交通網に改められた。そして2004年12月24日、最初の路線となる2号線・3号線、全長15 kmの路線が開通した。
開通後、2011年までの7年間でエストラムの利用客数は1億8,450万人を超え、1週間の平均利用客も97,820人に達し、エスキシェヒル市内の重要な交通機関として認識されたばかりではなく、トルコ全体で最も成功した鉄道輸送システムの1つとしても位置付けられた。その成果は、国際公共交通連合の鉄道システム賞（2004年）やISO 9001:2000の認証（2007年）にも繋がった。
エストラムではそれ以降もエスキシェヒルにおける輸送需要に応えるべく路線網の延伸を実施し、2014年4月、同年8月（2路線）および2019年3月に合計4区間が開通した。これにより、2020年時点でエストラムは総延長45 kmの大規模な路線網を有する事となった。

## 運用
2020年現在、エストラムでは以下の7系統の運行が行われている。後述の通り使用車両は片運転台である事から、各系統の終端は折り返し用のループ線、もしくは左回りの環状区間となっている。。
運賃の支払い方法には1回のみ乗車可能なエスビレット（Esbilet）と非接触式ICカードのエスカルトがあり、前者の運賃は3.5トルコリラ（TL）である一方、後者は購入時にデポジット代が必要となるが運賃は2.5TLに値下げされる。これらの乗車券はエスキシェヒル市内の路線バスやミニバスでも使用可能である
。

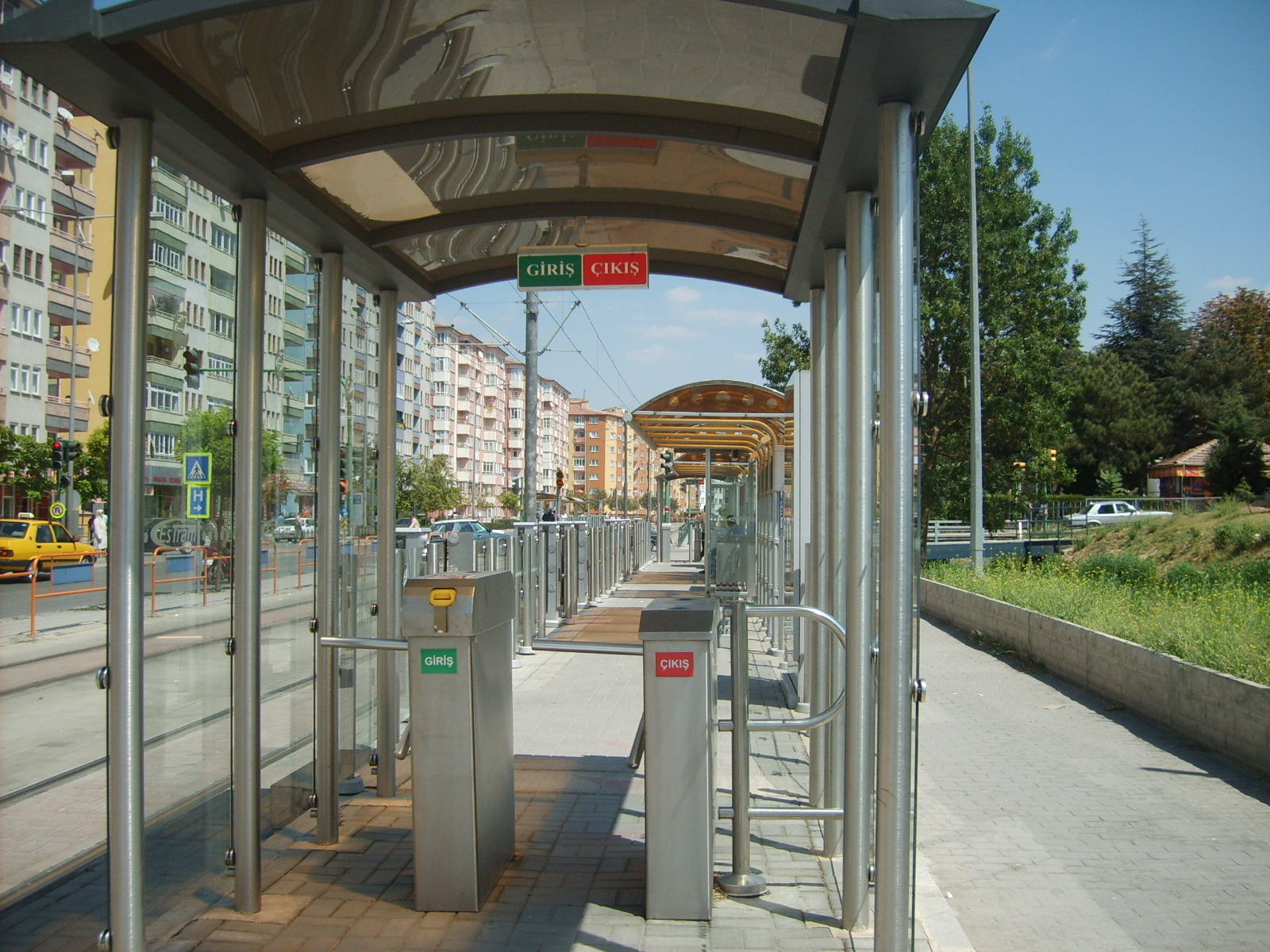
エストラムの電停（2008年撮影）
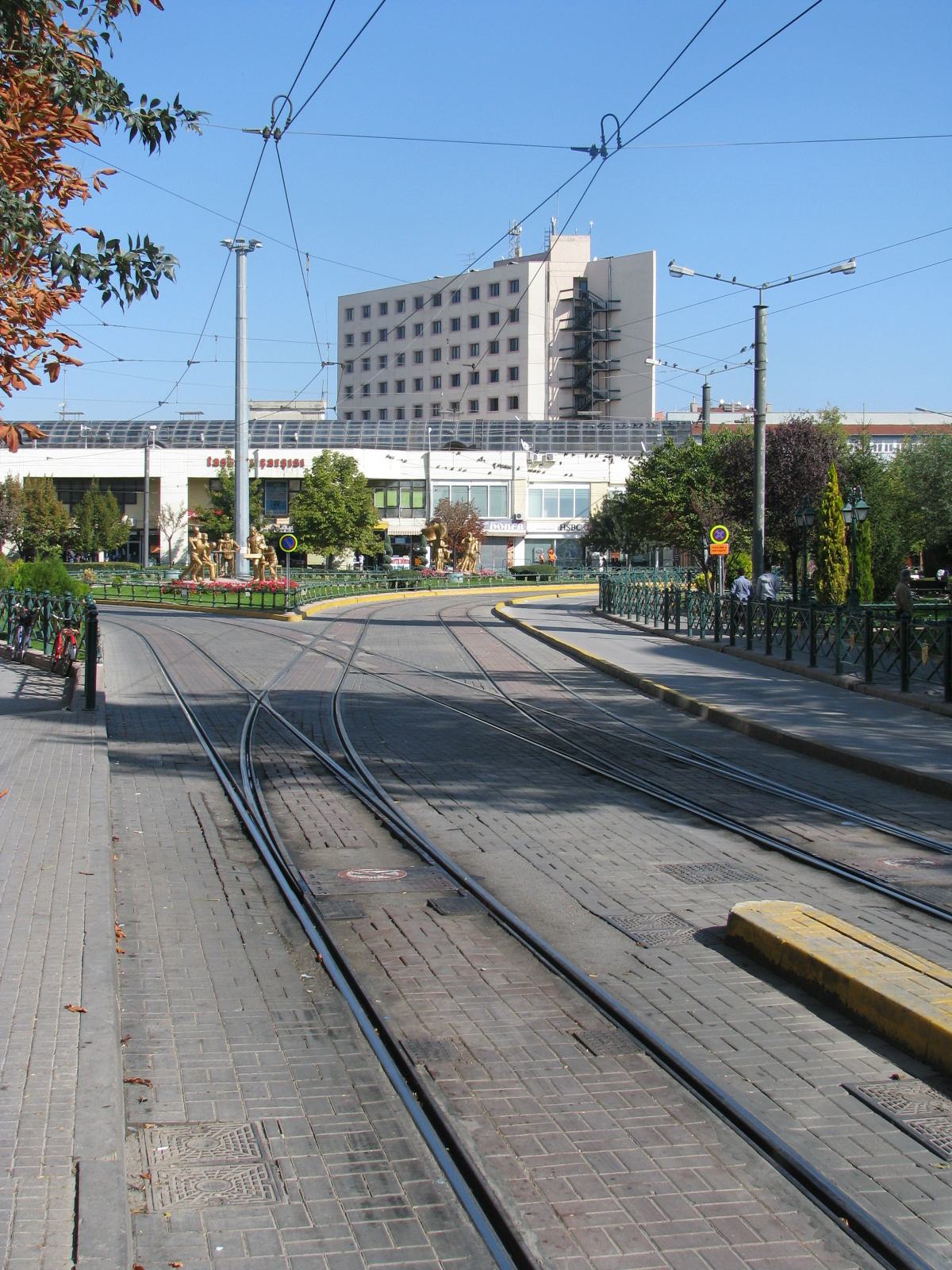
エストラムの併用軌道（2012年撮影）
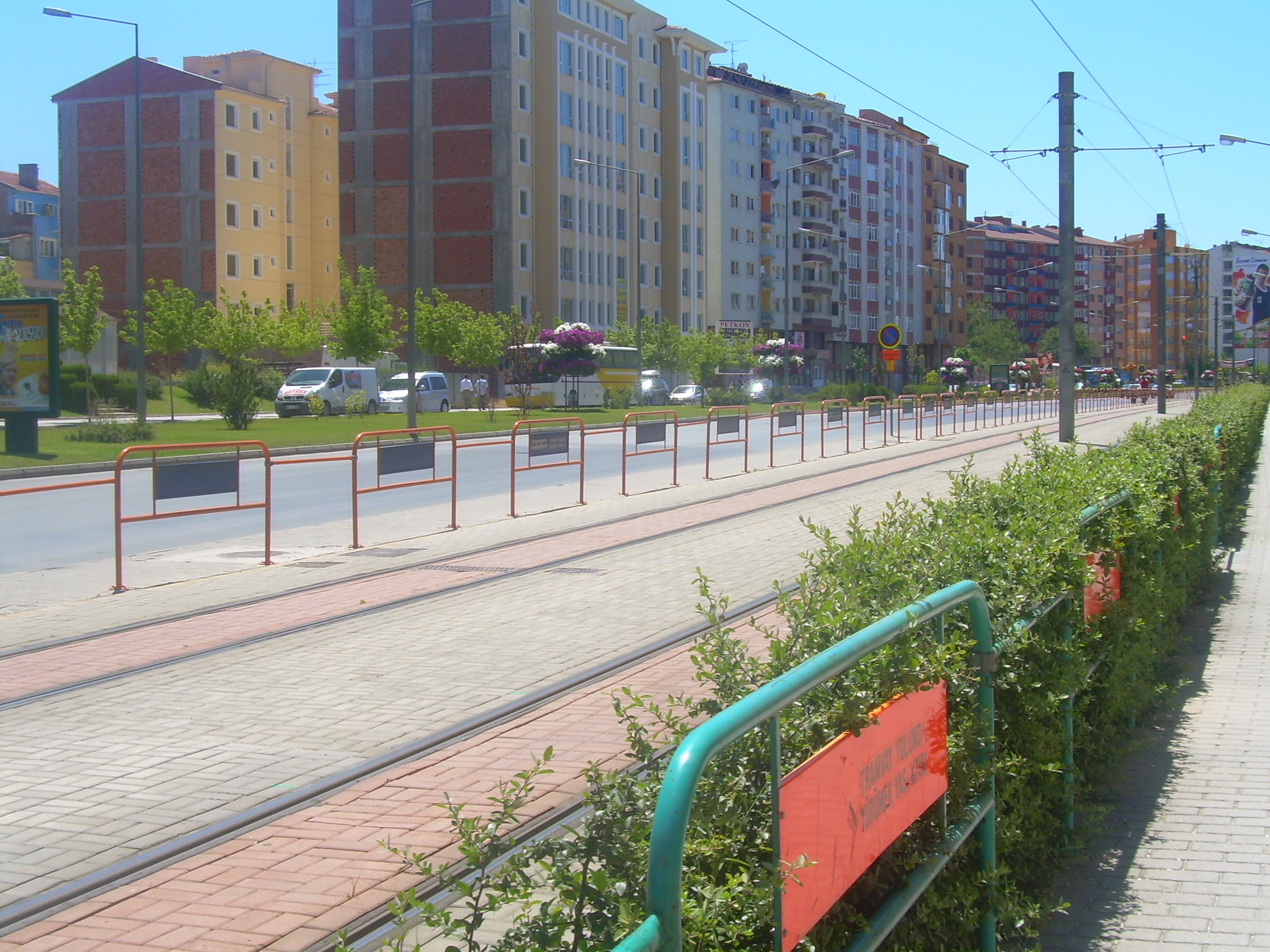
車道と区分された専用軌道（2007年撮影）

| 系統番号 | 起点                   | 終点                   | 備考・参考                   |
| -------- | ---------------------- | ---------------------- | ---------------------------- |
| 1        | Otogar                 | SSK                    |                              |
| 3        | Osmangazi Üniversitesi | SSK                    |                              |
| 4        | Otogar                 | Osmangazi Üniversitesi |                              |
| 7        | Çankaya                | Osmangazi Üniversitesi | ラケット式環状系統（左回り） |
| 8        | SSK                    | Batıkent               | ラケット式環状系統（左回り） |
| 9        | SSK                    | Çamlıca                | ラケット式環状系統（左回り） |
| 13       | Şehir Hastanesi        | Opera Hatti            |                              |

## 車両

### フレキシティ・アウトルック

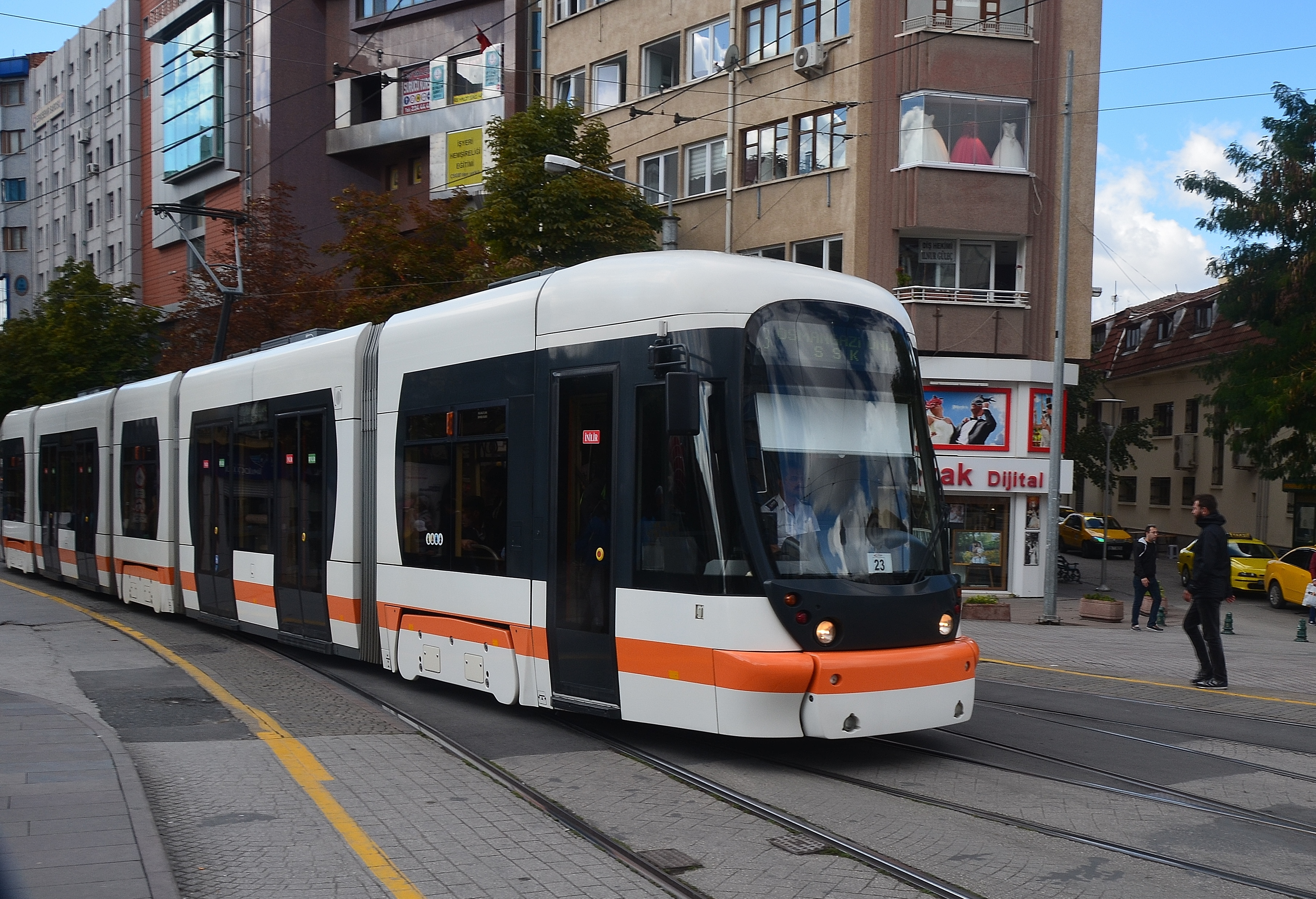
フレキシティ・アウトルック
（2016年撮影）

開業時に導入された、ボンバルディア・トランスポーテーションが展開する路面電車向け車両。片運転台式の5車体連接車で、小径車輪を用いた車軸付きボギー台車を用いる事で、車内全体の床上高さを下げた低床構造と騒音や振動の抑制、メンテナンスの容易さを両立させた車両で、設計最高速度は70 km/hである。開業当初は18両が導入されたが、その後の需要増加に伴い2006年に5両、2012年に10両の追加発注が行われた。これらの増備車は車内のLED式案内表示装置や空調システムなど機器の改良が実施されている。
ボンバルディアはこれらの車両製造に加え、車両の保守や予備部品の供給、乗務員や作業員の訓練なども担当している。
| 主要諸元    | 主要諸元 | 主要諸元 | 主要諸元 | 主要諸元 | 主要諸元 | 主要諸元 | 主要諸元                   |
| 編成        | 運転台   | 全長     | 全幅     | 着席定員 | 立席定員 | 低床率   | 備考・参考                 |
| ----------- | -------- | -------- | -------- | -------- | -------- | -------- | -------------------------- |
| 5車体連接車 | 片運転台 | 29,500mm | 2,300mm  | 58人     | 101人    | 100%     | 立席定員は乗客密度4人/m2時 |

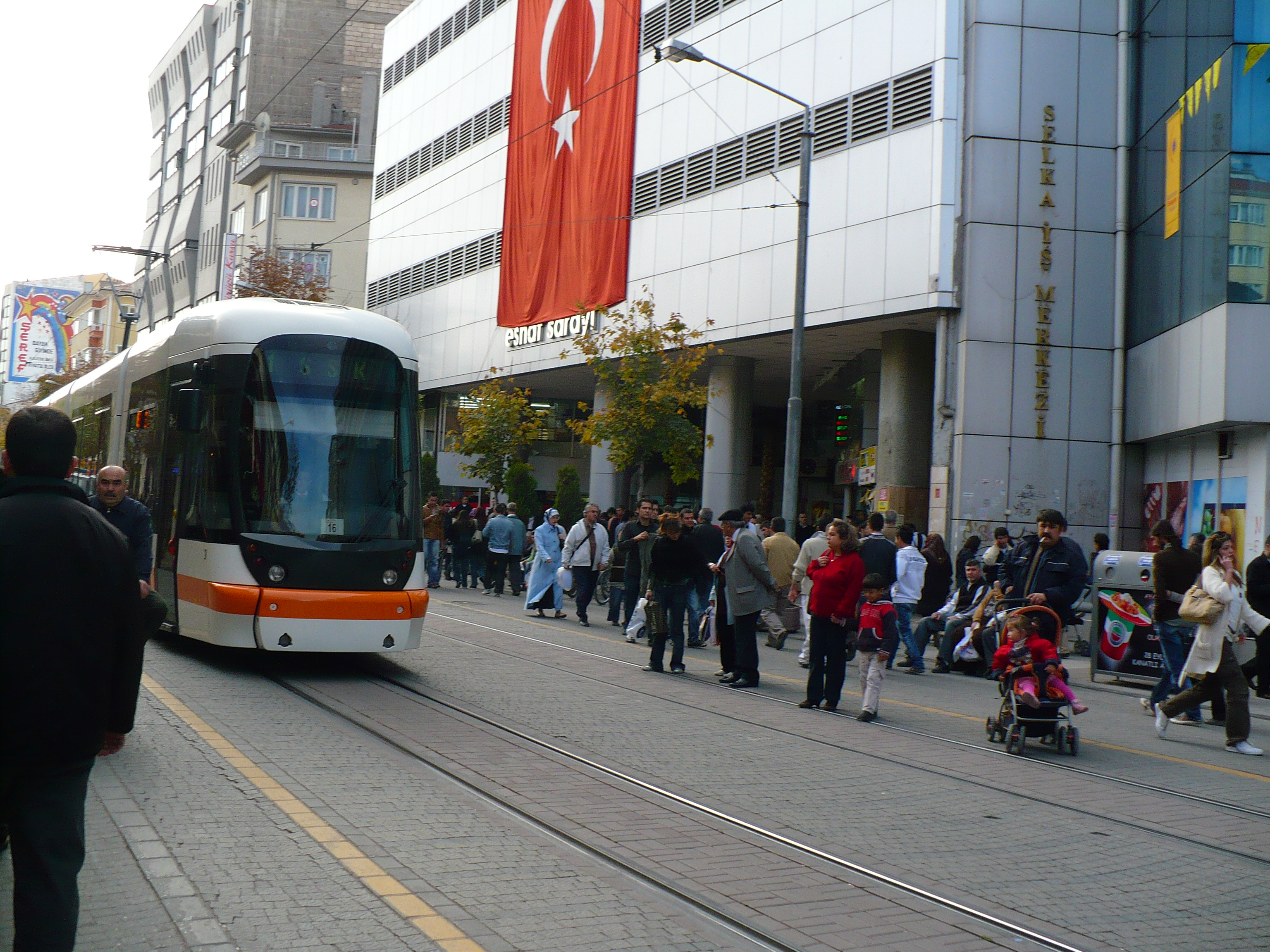
併用軌道を走行する車両（2008年撮影）
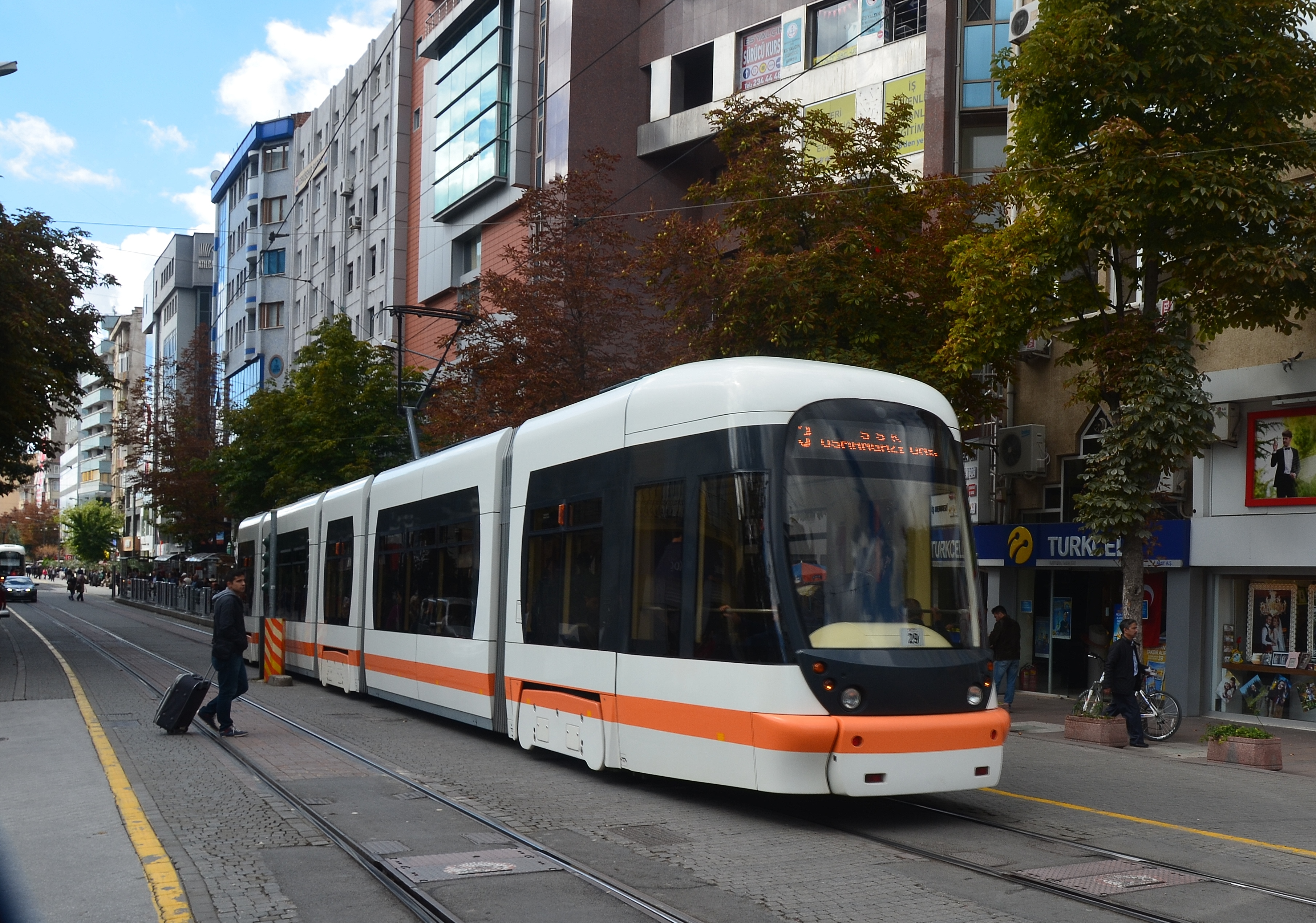
後方車体には運転台がない（2016年撮影）

### フォアシティ・クラシック
チェコのシュコダ・トランスポーテーションが展開する超低床電車。そのうちエストラムに導入されたのは片運転台式の5車体連接車で、2016年9月に交わされた14両分の契約に基づき、2018年9月17日から営業運転を開始した。これは延伸に伴う増備分として導入されたもので、架線が存在しない非電化区間（架線レス区間）での運用に対応するため大容量の充電池が設置されているのが特徴である。